# Associação de Colonização Judaica da Palestina
A Associação de Colonização Judaica da Palestina (em hebraico: חברה להתיישבות יהודית בארץ־ישראל ou PJCA) foi uma organização que desempenhou um papel importante na compra de terras e na construção de assentamentos judaicos na região da Palestina e, mais tarde, no Estado de Israel, de sua criação em 1924 até sua dissolução em 1957.
Em 1891, o filantropo bávaro Maurice de Hirsch fundou a Associação de Colonização Judaica (JCA) para ajudar judeus da Rússia e da Romênia a se estabelecerem na Argentina. Após sua morte em 1896, a JCA passou a ajudar o assentamento judaico na Palestina. No final de 1899, Edmond James de Rothschild transferiu o título de suas colônias na Palestina, junto com quinze milhões de francos para a JCA. Em 1924, o ramo da JCA que lidava com as colônias na Palestina foi reorganizado pelo Barão de Rothschild como Associação de Colonização Judaica da Palestina, e seu filho James foi nomeado presidente vitalício.
Entre 1895 e 1899, a agência de desenvolvimento de Rothschild e a PJCA plantaram a primeira grande floresta da Palestina em Hadera, com o objetivo principal de drenar pântanos. Os desenvolvedores conseguiram 250.000 sementes de eucalipto da Argélia, onde colonos franceses cultivavam grandes florestas da espécie. Na década de 1920, os eucaliptos, outrora dominantes, foram substituídos por pinheiros, mais resistentes, de crescimento rápido e contribuíam para uma paisagem mais semelhante à europeia. Após os motins de 1929 na Palestina, a PJCA estendeu o seu apoio para além do florestamento, ajudando também a reabilitar colônias agrícolas que haviam sido danificadas durante os distúrbios.
James de Rothschild morreu em 1957, e em seu testamento determinou que a PJCA deveria transferir a maior parte de suas terras em Israel para o Fundo Nacional Judaico. Em 31 de dezembro de 1958, a PJCA concordou em transferir também o seu direito às propriedades de terras na Síria e no Líbano para o Estado de Israel.